# 黃達東
黃達東，MH，JP，曾任深水埗民選民建聯區議員（美孚南），曾任深水埗區議會副主席，美孚曼克頓之友社創辦人之一、曾任會長，前民建聯成員。

## 區議員生涯
2008年獲政府委任為深水埗區議員。
2011年香港區議會選舉時，首次參加直選，在美孚南以79票之差擊敗公民黨王德全。不過，該區其後陷入種票風波。王德全選後翻查選民登記冊，發現區內一個單位，有7個姓氏共13名選民登記（稱為一屋七姓十三人），質疑有人涉嫌種票。
2015年香港區議會選舉成功連任，黃再次面對公民黨王德全，美孚苦主聯盟的曾麗文。結果黃達東以2421票成功連任。

### 2017年被指涉嫌利益衝突事件
香港獨立媒體報道，2017年4月審計署就區議會撥款制度的報告，該報告指出區議會就預留撥款管理利益申報制度和利益衝突問題，以至遴選合作伙伴缺乏透明度等問題，在建制派議員佔多數的情況下，出現『自己申請自己批』的情況。報告得到民政總署接納，至2017年8月，深水埗區議會11名民主派議員發表聯合聲明，表示會用區議會常規賦區議員的權利與責任，嚴格按照審計署報告的要求，作出通過或不通過的決定。最終黃達東有份創辦人的美孚曼克頓之友社，有兩項申請被否決。
黃達東其後發表回應聲明，指自己在有關申請投下棄權票，又警告獨媒記者會保留其法律權利。楊彧回應時稱，民主派議員聯合聲明是希望改善申報制度，並無指責某個人有利益輸送。

### 2019年香港區議會選舉
2019年，黃達東退出民建聯。據蘋果日報報導，黃聲稱自己於年初離開民建聯，但翻看文件，他移除民建聯牌頭是8月的事。其後黃角逐連任，最終黃以903票之差，敗給公民黨周琬雯，未能連任。
| 議會席位      | 議會席位                             | 議會席位      |
| ------------- | ------------------------------------ | ------------- |
| 前任： 譚國僑 | 深水埗區議會副主席 2012年－2015年    | 繼任： 陳偉明 |
| 前任： 王德全 | 深水埗區議會美孚南選區 2012年—2019年 | 繼任： 周琬雯 |